# Людовик (граф Монбельяра)
Людовик (II) де Скарпон (фр. Louis (II) de Scarpone; 1005/1019 — 1071/1076) — первый граф Монбельяра, Феррета и Альткирха с 1042 года, граф Бара и сеньор Муссона (по праву жены) с 1038 года. Сын Риквина, графа де Скарпон и де Сентуа, и Хильдегарды фон Эгисхайм, дочери Гуго IV, графа Нордгау и сестры папы Льва IX, представитель Монбельярского дома.

## Биография
Людовик происходил из знатного рода де Скарпон, впоследствии получившего название Монбельярского дома. Его дедом был Людовик I, поэтому как граф де Скарпон он был Людовиком II. Однако неизвестно, носили ли его дед и прадед эти титулы.
В 1038 году Людовик женился на Софии, графине Бара и Муссона, которая вступила во владение своими землями после свадьбы. Ранее регентом была её тетка Гизела Швабская, взявшая под опеку Софию и её сестру Беатрис после смерти их бездетного брата Фридриха III. Беатрис вышла замуж за Бонифация III, маркграфа Тосканы и сеньора Каноссы. София унаследовала графство Бар, а Верхняя Лотарингия была передана мужем Гизелы, императором Конрадом II, герцогу Нижней Лотарингии Гозело (Гоцело) I. Таким образом, Лотарингия была вновь объединена в единое герцогство, а Бар выделился в отдельное графство. Император Конрад, чтобы укрепить свою власть над Верденским домом (ветви династии Вигерихидов), в противовес его главе Гозело I, способствовал браку Софии и Людовика.
Благодаря этому браку Людовик получил сеньорию Муссон и графство Бар. Людовик носил титул сеньора Муссона, а его потомки впоследствии использовали титул маркграфов Муссона. Позднее, в 1042 году, новый император Генрих III передал ему графства Монбелеьяр, Феррет и Альткирх, отобрав у графа Бургундии Рено I Монбельяр. Кроме того, Людовик имел владения на юге Эльзаса и около Хагенау, охватывающие южную часть графства Зундгау до Базеля. Это вызвало новое восстание Рено против императора. Он попытался захватить Монбельяр, но был разбит Людовиком, что вынудило его признать независимость Монбельяра от Бургундии.
В 1047 году, герцог Нижней Лотарингии Готфрид II поднял восстание. Герцогство Лотарингия было конфисковано и передано Адальберту Эльзаскому, графу Меца, который через год скончался. Новым герцогом стал его брат Жерар I, который умер в 1070 году. Хотя жена Людовика София была дочерью герцога Лотарингии, император Генрих IV принял решение в пользу Тьерри II Храброго, сына Жерара. Раздел послужил продолжению соперничества между графами Бара и герцогами Лотарингии, окончившемуся в 1420 году, когда Рене I Анжуйский женился на Изабелле I Лотарингской, что привело к объединению двух домов.
Около 1073 года Людовик скончался, и Монбельяр перешел к его старшему сыну Тьерри. София умерла 21 января 1093 года, и следующим графом Бара также стал Тьерри.

## Брак и дети
Жена: с 1038 года София де Бар (ок. 1018 — 21 января 1093) — графиня Бара с 1033, дочь Фридриха II, герцога Верхней Лотарингии, и Матильды Швабской. Дети:
- Бруно (род. ок. 1042 — умер в детстве)
- Тьерри I (ок. 1045 — 1103), граф Монбельяра, Феррета и Альткирха с ок. 1073, граф Бара и сеньор Муссона с 1093
- Людовик (ок. 1048  — пос. 1080), сеньор Коммерси
- Фридрих (ок. 1050 — 1091), граф Хагенау и Лютцельбурга, маркграф Сузы с 1079/1080
- Матильда (ум. 1092/1105); муж — Гуго VIII (убит в 1089 г.), граф Дагсбург
- София (ум. до 1105); муж[4] — Фольмар I (упом. в 1075/1076), граф Фробург
- Беатрис (ум. 1092); муж — Бертольд фон Церинген (ум. 1078), герцог Каринтии